# Resolució 1496 del Consell de Seguretat de les Nacions Unides
La Resolució 1496 del Consell de Seguretat de les Nacions Unides fou adoptada per unanimitat el 31 de juliol de 2003. Després de recordar les resolucions anteriors sobre Israel i el Líban, incloses les resolucions 425 (1978), 426 (1978) i 1461 (2003), el Consell va decidir ampliar el mandat de la Força Provisional de les Nacions Unides al Líban (UNIFIL) durant sis mesos més fins al 31 de gener de 2004.
El Consell de Seguretat va recordar la conclusió del secretari general Kofi Annan que Israel havia retirat les seves forces del Líban a partir del 16 de juny de 2000, d'acord amb la Resolució 425. Va subratllar la naturalesa temporal de l'operació de la UNIFIL i va assenyalar que havia completat dues de les tres parts del seu mandat.
El Govern del Líban va donar la benvinguda a les mesures adoptades per restaurar la seva autoritat al sud del Líban a través del desplegament de les forces libaneses. Es va instar a les parts a garantir la llibertat de moviment de la UNIFIL i a garantir la seva seguretat. Tant Israel com el Líban van ser convocats a complir els compromisos de respectar la línia de retirada de Línia Blava identificada per les Nacions Unides i totes les violacions aèries, marítimes i terrestres de la línia van ser condemnades, a més de cridar l'interès del Consell.
La resolució recolza els esforços de la UNIFIL per supervisar les violacions de la línia de retirada i pel desminatge, fomentant la necessitat de proporcionar mapes de la ubicació de mines terrestres. Es va demanar al Secretari General que continués les consultes amb el govern libanès i els països que aporten contingents sobre l'aplicació de la resolució actual. A més, el va dirigir a informar sobre les activitats de la UNIFIL i sobre les tasques realitzades per l'Organisme de les Nacions Unides per la Vigilància de la Treva (UNTSO).
Finalment, la resolució va concloure subratllant la importància d'una pau justa i duradora a l'Orient Mitjà basada en les resolucions pertinents del Consell de Seguretat, incloses les 242 (1967) i 338 (1973).